# Marie-Madeleine de La Vieuville

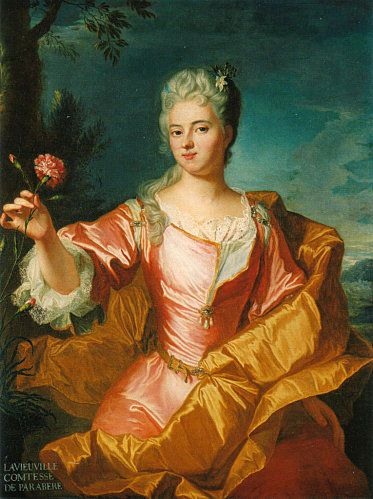
La Vieuville comtesse de Parabère, Atelier von Hyacinthe Rigaud, 1711

Marie-Madeleine de La Vieuville de La Tour Pavant, genannt Madame de Parabère (* 6. Oktober 1693 in Paris; † 13. August 1755 ebenda), war die offizielle Mätresse (Maîtresse en titre) von Philippe II. de Bourbon, duc d’Orléans (1674–1723), dem Regenten für den minderjährigen König Ludwig XV., und dadurch eine der wichtigsten Personen in der Zeit der Régence.

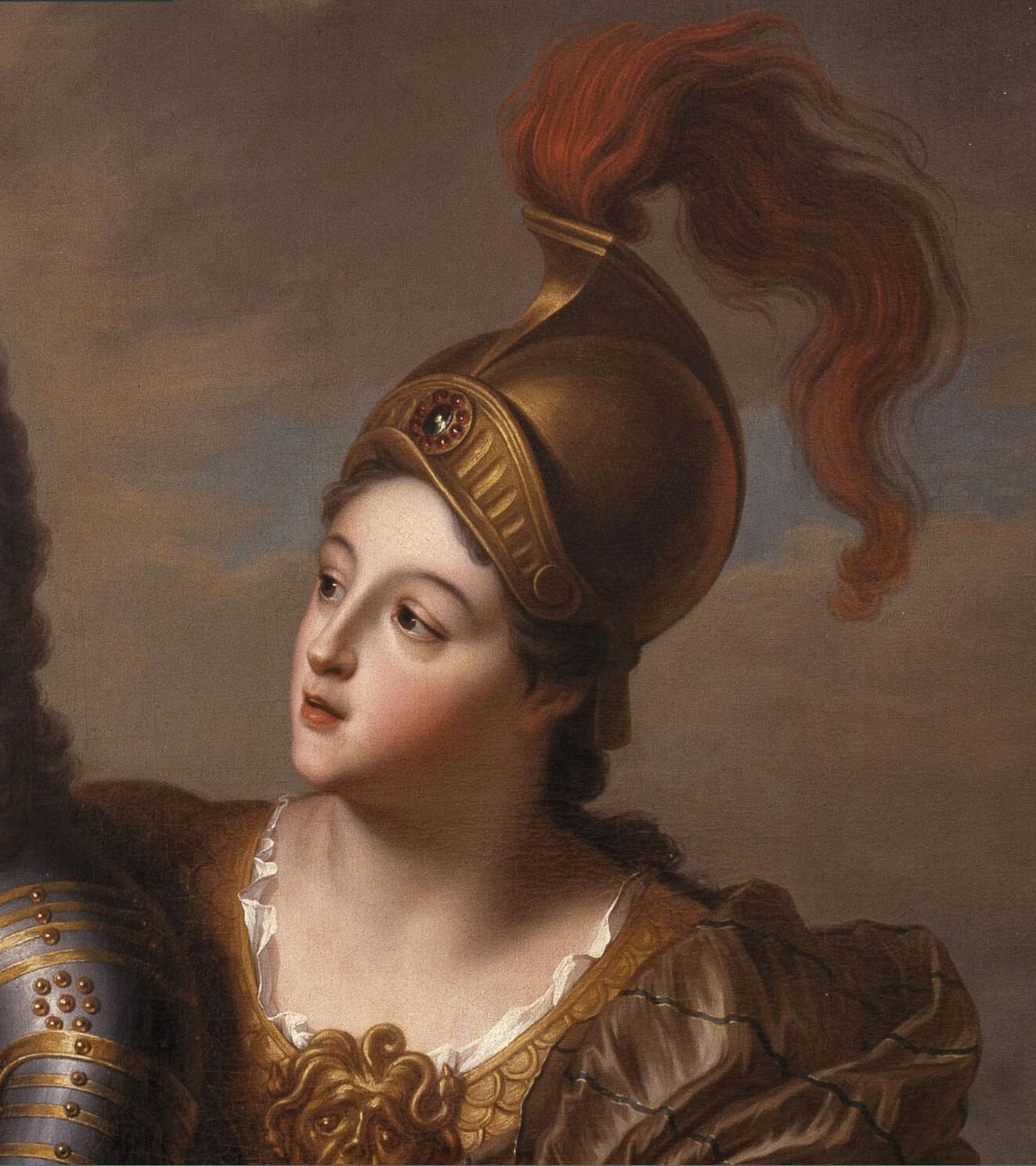
Madame de Parabère als Minerva, Jean-Baptiste Santerre, 1717/18

## Leben

### Herkunft und Ehe
Marie-Madeleine war eine Tochter von René François, Marquis de La Vieuville (1652–1719) und Marie-Louise de La Chaussée d’Eu († 1715). Ihr Vater war Chevalier d’honneur der Königin Maria Teresa de Austria und Gouverneur des Poitou; ihre Mutter war Dame d’atour von Marie Louise Élisabeth d’Orléans, Herzogin von Berry und Tochter von Philipp II. d’Orléans. Am 8. Juni 1711, im 18. Lebensjahr, heiratete sie in Paris den wesentlich älteren César-Alexandre de Baudéan, Marquis de Parabère, Mestre de camp d’un régiment de cavalerie, Brigadier des armées du roi, Sohn von Alexandre de Baudéan († 1702), Comte de Parabère et de Pardaillan, Lieutenant-général des armées du roi, und Marie Thérèse Mayault. In ihrer kurzen und nicht glücklichen Ehe bekam sie drei Kinder:
- Louis-Barnabé (* 14. März 1714), Comte de Parabère et de Pardaillan, zuvor Capitaine au Régiment Royal des Carabiniers, dann Abbé; ⚭ (1) Françoise-Claire de Gourgues († 13. Dezember 1757); ⚭ (2) 18. März 1760 Jeanne-Claude-Bernardine Gagne de Périgny, Tochter von Philibert Bernard, Président à mortier au Parlement de Bourgogne, und Jeanne-Marie Thesut de Ragy
- Louis-Henri (* 15. März 1715; † 28. September 1746), genannt le Chevalier de Parabère
- Gabrielle-Anne (* Oktober 1716); ⚭ 18. oder 19. Juli 1735 Graf Friedrich Rudolf von Rothenburg[5] (* 9. September 1710; † 29. Dezember 1751), französischer Mestre de camp de Cavalerie, später königlich-preußischer Generalleutnant.

César-Alexandre de Beaudéan, Marquis de Parabère, war ein Gentilhomme aus dem Adel des Poitou. Er hatte aber kein Hofamt und scheint in der Armee mit den Lorbeeren seiner Vorfahren zufrieden gewesen zu sein, seine Ehefrau war somit auf ihre Mutter angewiesen, um am Hofleben teilnehmen zu können. Sie machte die Bekanntschaft von Henry St. John, 1. Viscount Bolingbroke, der von 1714 bis 1723 im Exil in Paris war, und wurde vom Herzog von Orleans umworben, während ihre Mutter entschlossen war, sie daran zu hindern, dessen Geliebte zu werden. Nach dem Tod der Mutter (sie starb am 10. oder 11. September 1715 an Brustkrebs) und ihres Ehemanns (er starb am 13. Februar 1716 in Paris an den Pocken) konnte sie ein selbstbestimmtes Leben führen und dem Werben des Mätresse des Herzogs von Orléans nachgeben, der zu dieser Zeit bereits Regent war – wurde aber auch schon zu Lebzeiten ihres Mannes aktiv: Liselotte von der Pfalz, die Herzoginmutter von Orléans, schreibt im Frühjahr 1716: „Im vergangenen Winter ist etwas Lustiges passiert. Eine junge und hübsche Frau besuchte meinen Sohn in seinem Arbeitszimmer. Er schenkte ihr einen Diamanten von zweitausend Louisdor und eine Schachtel mit zweihundert. Die Dame hatte einen eifersüchtigen Ehemann; aber sie war so dreist, dass sie zu ihm ging und ihm sagte, dass Leute, die Geld brauchten, ihr diese Juwelen für eine Kleinigkeit anboten; sie bat ihn, diese gute Gelegenheit nicht zu verpassen. Der Ehemann glaubte das alles: Er gab seiner Frau das Geld, um das sie bat. Sie dankte ihm herzlich und nahm das Geld; sie steckte die Schachtel in ihre Tasche und den Diamanten an ihren Finger und ging dann zu einer angesehenen Gesellschaft. Sie wurde gefragt, woher der Ring und die Schachtel stammten. Sie antwortete: „M. de Parabère“ (so nennt er sich) „gab sie mir“. Der Ehemann war anwesend und sagte: „Ja, ich habe sie ihr gegeben. Können wir weniger tun, wenn wir eine gute Frau haben, die nur und ausschließlich ihren Ehemann liebt?“ Dies erzeugte Gelächter; weil die anderen Leute nicht so einfach waren wie der Ehemann, und sie wussten sehr gut, woher diese Gaben kamen.“ Der Brief der Herzoginmutter legt nahe, dass die Beziehung zwischen Madame de Parabère und dem Herzog von Orléans bereits zu Lebzeiten ihres Ehemanns begann.

### Maîtresse en titre
Noch im Jahr 1716 wurde sie die offizielle Geliebte des Regenten und eine zentrale Figur auf seinen berühmten privaten Feiern und in seinem Privatleben. Obwohl sie die wichtigste Mätresse des Regenten war, hatte er zahlreiche vorübergehende Partnerinnen, ebenso wie sie weitere kurzzeitige Partner hatte. Sie teilte ihren Platz als Mätresse mit Madame d’Argenton, Madame de Sabran, Madame d’Averne und Madame de Phalaris, wurde aber als seine Hauptmätresse bezeichnet. Zu ihren eigenen zusätzlichen Liebhabern gehörten der Chevalier de Matignon (1684–1766), der Marquis de Beringhen (1651–1723) und der Duc de Richelieu (1696–1788). Zahlreiche skandalöse Geschichten wurden über sie verbreitet, ebenso wie über den Regenten, so dass sie eine zentrale Figur in der damaligen Klatschpresse war.

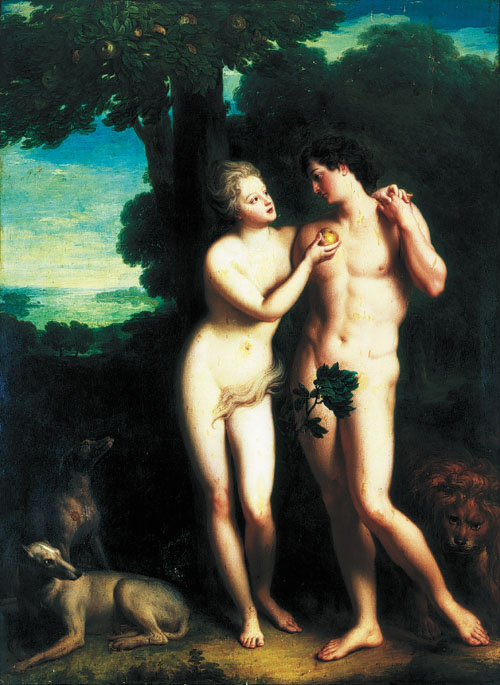
Philippe d’Orléans und Madame de Parabère als Adam und Eva im Garten Eden, von Jean-Baptiste Santerre (1651–1717), Öl auf Leinwand, 1716

Nach Angaben von Liselotte von der Pfalz, der Mutter des Regenten, bekam Madame de Parabère in diesen Jahren weitere zwei oder drei Kinder: für die Herzoginmutter war hier die Vaterschaft zweifelhaft, da „diese Frau eine entsetzlich schamlose Person“ sei.
Marie-Madeleine de Parabère versuchte, ihre unehelichen Kinder vom Regenten anerkennen zulassen, scheiterte damit aber. Andererseits war sie 1719 in der Lage, das Marquisat du Blanc, zuvor Rochefort-en-Berry genannt, und das Herzogtum Damville (jeweils ohne den Titel) zu erwerben. Sie war zudem Eigentümerin des Hôtel de Parabére an der Place Vendôme, das sie zu ihrer Residenz machte und 1732 an Nicolas-Alexandre de Ségur verkaufte, Président à mortier des Parlement de Bordeaux, der das Palais in Hôtel de Ségur umbenannte. Da der Regent seine Mätresse in seiner Nähe haben wollte, ließ er sie im Schloss Asnières in Asnières-sur-Seine nordwestlich von Paris wohnen, wo im Wechsel mit dem Palais Royal, dem Palais du Luxembourg und dem Schloss Saint-Cloud die abendlichen Gelage stattfanden – bis der Regent nach zwei Unfällen begann, den Aufenthalt dort zu meiden.
Ende 1720 geriet sie wegen seiner Untreue in Streit mit dem Regenten, konnte jedoch ihre Position noch einmal behaupten, bevor sie im Januar 1721 selbst die Beziehung beendete. Der Regent, der sie nicht verlieren wollte, besuchte sie zwar weiterhin, doch blieb die Trennung bestehen. Ein paar Monate später zog sie sich mit der Erklärung, sie wolle vergangene Sünden wieder gut machen in ein Kloster zurück, wo sie dann als Gast lebte.
Philippe II. de Bourbon, Duc d’Orléans, starb am 2. Dezember 1723 im Alter von 49 Jahren nach einem wiederholten Schlaganfall an den Folgen seines ausschweifenden Lebens. Marie-Madeleine de Parabère starb am 13. August 1755 im Alter von 61 Jahren in Paris.

## Persönlichkeit
Liselotte von der Pfalz, die Herzoginmutter von Orléans, schreibt über die Mätresse ihres Sohnes in ihren Briefen:
- „Mein Sohn hat eine verdammte Geliebte, die wie ein Loch trinkt und ihm untreu ist; aber da sie um nichts bittet, ist er nicht eifersüchtig“[15]
- „Sie ist von guter Figur, groß und gut gebaut; sie hat ein dunkles Gesicht und schminkt sich nicht; einen schönen Mund und schöne Augen; sie hat wenig Witz, ist aber ein schönes Stück frisches Fleisch.“[16]
- „Mein Sohn sagt, er habe sich an die Parabère gebunden, weil sie an nichts anderes als Unterhaltung denkt und sich in keine Angelegenheit einmischt. Es wäre großartig, wenn sie nicht so betrunken wäre.“[17]
- „Der kleine schwarze Rabe ist nicht unangenehm, aber sie ist eine Närrin.“[18]
- „Sie ist in der Lage, zu essen und zu trinken und gedankenlos zu sein; sie unterhält meinen Sohn und lässt ihn all seine Arbeit vergessen.“[19]

Eine freundlichere Beschreibung Marie-Madeleine de Parabères gibt der Historiker Jean-François Barrière im Jahr 1828: „Sie war schnell, leicht, launisch, hochmütig, leidenschaftlich; der Aufenthalt am Hof und die Gesellschaft des Regenten entwickelten bald dieses glückliche Naturell. Die Originalität ihres Geistes brach ohne Zurückhaltung hervor; ihre findigen Züge betrafen alle außer den Regenten; und von da an wurde sie die Seele all seiner Freuden, als seine Freuden keine Ausschweifungen waren. Es sollte hinzugefügt werden, dass kein Grundinteresse, keine Vorstellung von Ehrgeiz in das Verhalten der Gräfin eingegangen ist. Sie liebte den Regenten um seinetwillen; sie suchte in ihm den charmanten Gast, den liebenswürdigen Mann, und freute sich, ihn zu ignorieren, selbst wenn sie sich der Macht und den eifersüchtigen Transfers des Prinzen widersetzte.“

## Weblink
- Adolphe de Lescure, Les maîtresses du Régent – Les grandes maîtresses – IV. Madame de Parabère (Online-Transkript, abgerufen am 16. Januar 2021)